# Panchala formosana
Panchala formosana är en fjärilsart som beskrevs av Kato 1930. Panchala formosana ingår i släktet Panchala och familjen juvelvingar. Inga underarter finns listade i Catalogue of Life.